# Соболь Едуард Олександрович
Едуард Олекса́ндрович Со́боль (нар. 20 квітня 1995, Вільнянськ, Запорізька область, Україна) — український футболіст, лівий захисник французького клубу «Страсбур» та національної збірної України.

## Кар'єра

### Юнацькі роки
Народився у місті Вільнянськ, Запорізька область, але у ранньому віці переїхав у Кіровоград. Там жив у одному дворі з іншим майбутнім збірником Євгеном Коноплянкою і разом вони починали грати у футбол у місцевій команді «Олімпік» (Кіровоград). З 2008 року перебував у академії запорізького «Металурга».

### «Металург» (Запоріжжя)

#### 2011/12
13 жовтня 2011 року зіграв перший матч у дорослій команді. На 55 хвилині матчу вийшов на поле проти ФК Львів і провів 36 хвилин у грі. Матч завершився розгромною перемогою 4:0.
15 травня забив перший гол за команду у матчі проти «Кримтеплиці», що завершився з рахунком 4:0. 30 травня провів гол у ворота «Геліоса». У сезоні зіграв 16 матчів, у яких забив 2 голи, тим самим допоміг запорізькому «Металургу» вийти до Прем'єр-ліги.

#### 2012/13
У цей сезон гравець зумів закріпитися в основному складі металургів, виходячи з перших хвилин. Завдяки хорошій грі здобув право називатися одним з найперспективніших захисників України. Звернув на себе увагу українських грандів «Шахтаря» та «Динамо».
У першому колі провів 9 матчів за «Металург». Його останній матч у складі металургів відбувся 3 листопада 2012 року проти «Шахтаря», в якому відіграв 76 хвилин. Матч завершився поразкою 2:0.

### «Шахтар»

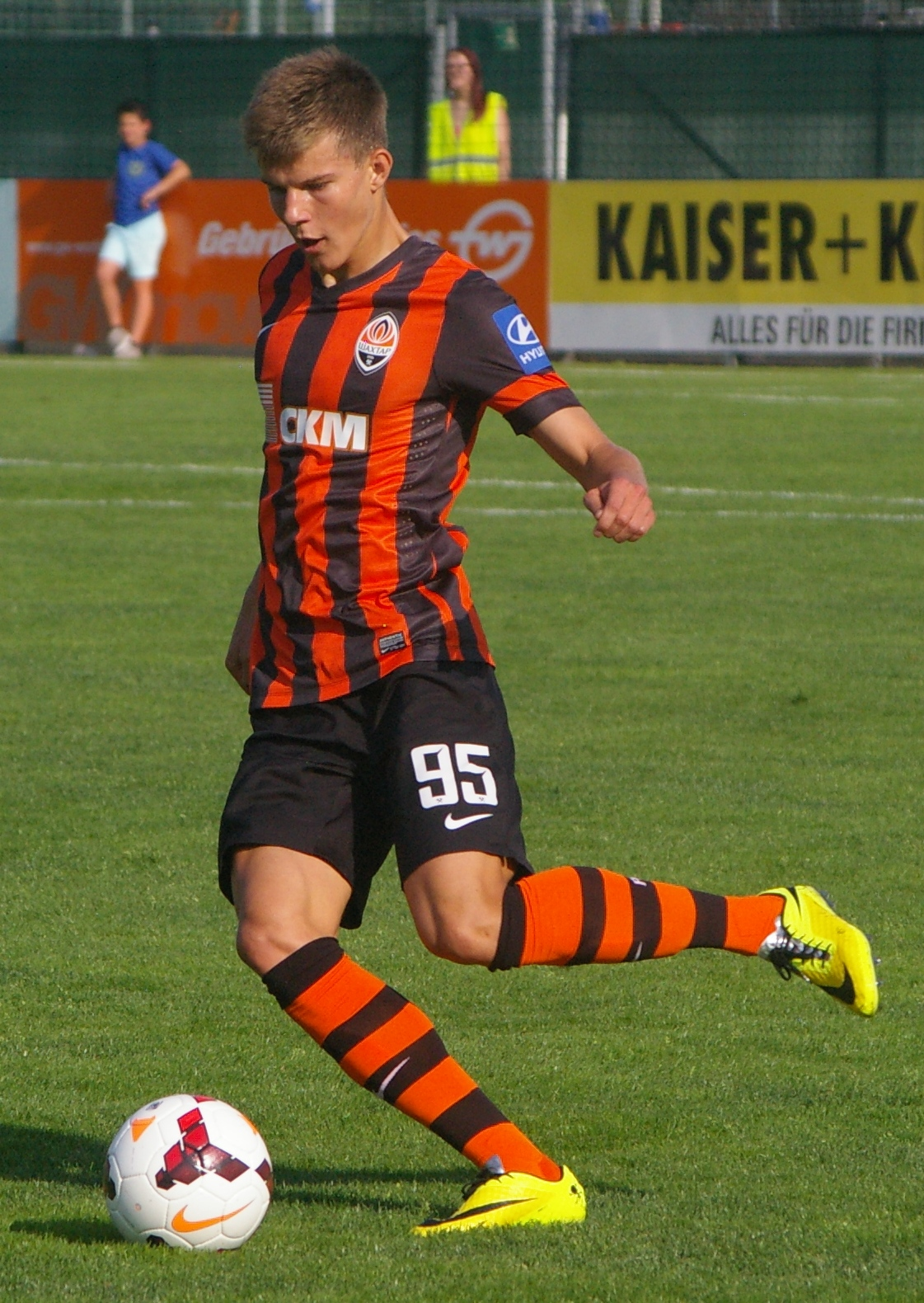
Едуард Соболь під час виступів за «Шахтар». 2014 рік.

#### 2013
Взимку 2013 було оформлено перехід до складу «Шахтаря» . Гравець отримав футболку з номером 95. Перший вихід відбувся 1 березня 2013 року у матчі проти Волині, на 65 хвилині. За цей час встиг віддати гольову передачу. Матч завершився перемогою Шахтаря  з рахунком 4:1. У наступних матчах виходив на заміну. Останній матч у сезоні відбувся 1 травня проти Таврії. Далі гравець не виходив, оскільки був викликаний у молодіжну збірну.

#### 2013/14
Цей сезон виявився не дуже вдалий. Молодий гравець не зумів виграти конкуренцію у досвідченіших партнерів по команді. Здебільшого він виходив на заміну. У стартовий склад потрапляв лише в матчах проти незначних суперників. Протягом сезону гравець також брав участь у юнацькій Лізі чемпіонів. Тут він повністю відіграв сім матчів.

#### Виступи в орендах
З 2014 року грав на правах оренди за українські «Металург» (Донецьк), «Металіст» та «Зоря» (Луганськ), чеські «Славію» та «Яблонець». 2018 року в складі празької «Славії» виграв Кубкок Чехії, але у фіналі проти «Яблонця» (3:1) на поле не виходив.

### «Брюгге»
4 липня 2019 року був відправлений в оренду в бельгійський «Брюгге». У новій команді він швидко зарекомендував себе як основний гравець і у першому ж сезоні пройшов з клубом груповий етап Ліги чемпіонів УЄФА та виграв чемпіонат Бельгії. Цього сезону він провів 26 ігор чемпіонату, у яких забив чотири голи. Соболь також став чемпіоном Бельгії з «Брюгге» в сезоні 2020/21. Він провів 30 із можливих 40 ігор чемпіонату, у яких забив два голи, а також — одну кубкову та шість єврокубкових ігор.
У березні 2021 року «Брюгге» оголосив, що Соболь підписав повноцінний контракт з клубом. У сезоні 2021/22 він провів за «Брюгге» 28 із 40 можливих ігор чемпіонату, у яких забив гол, а також по чотири матчі в Кубку та Лізі чемпіонів. «Брюгге» знову став чемпіоном Бельгії. Утім, наступного сезону він програв конкуренцію молодому нідерландцю Бйорну Меєру й зіграв до кінця року лише дев'ять із 22 ігор чемпіонату й забив один гол, а також одну кубкову гра та чотири гри в Лізі чемпіонів.

### «Страсбур»
У січні 2023 року Соболь приєднався до клубу французької Ліги 1 «Страсбур», уклавши контракт на три з половиною роки. У першому сезоні регулярно виходив на поле, але в першій половині сезону 2023/24 на рахунку Едуарда було лише 22 хвилини в 3 матчах Ліги 1. У підсумку в січні 2024 року був відданий в оренду до кінця сезону в бельгійський «Генк».
| Дата       | Місто      | Господарі            | Результат | Гості                | Турнір                               | Голи | Примітки |
| ---------- | ---------- | -------------------- | --------- | -------------------- | ------------------------------------ | ---- | -------- |
| 05-09-2016 | Київ       | Україна              | 1 – 1     | Ісландія             | Відбір до ЧС 2018                    | -    |          |
| 06-10-2016 | Конья      | Туреччина            | 2 – 2     | Україна              | Відбір до ЧС 2018                    | -    |          |
| 09-10-2016 | Краків     | Україна              | 3 – 0     | Косово               | Відбір до ЧС 2018                    | -    |          |
| 12-11-2016 | Одеса      | Україна              | 1 – 0     | Фінляндія            | Відбір до ЧС 2018                    | -    |          |
| 06-06-2017 | Грац       | Україна              | 0 – 1     | Мальта               | товариський матч                     | -    | 46'      |
| 11-06-2017 | Тампере    | Фінляндія            | 1 – 2     | Україна              | Відбір до ЧС 2018                    | -    | 87'      |
| 10-11-2017 | Львів      | Україна              | 2 – 1     | Словаччина           | товариський матч                     | -    |          |
| 23-03-2018 | Київ       | Україна              | 1 – 1     | Саудівська Аравія    | товариський матч                     | -    | 65'      |
| 27-03-2018 | Льєж       | Україна              | 2 – 1     | Японія               | товариський матч                     | -    | 62'      |
| 03-06-2018 | Шкодер     | Албанія              | 1 – 4     | Україна              | товариський матч                     | -    |          |
| 10-06-2019 | Львів      | Україна              | 1 – 0     | Люксембург           | Відбір до ЧЄ 2020                    | -    | 88'      |
| 10-09-2019 | Дніпро     | Україна              | 2 – 2     | Нігерія              | товариський матч                     | -    |          |
| 11-10-2019 | Харків     | Україна              | 2 – 0     | Литва                | Відбір до ЧЄ 2020                    | -    |          |
| 14-11-2019 | Запоріжжя  | Україна              | 1 – 0     | Естонія              | товариський матч                     | -    |          |
| 07-10-2020 | Париж      | Франція              | 7 – 1     | Україна              | товариський матч                     | -    | 46'      |
| 10-10-2020 | Київ       | Україна              | 1 – 2     | Німеччина            | Ліга націй УЄФА 2020-2021 - 1-й етап | -    |          |
| 13-10-2020 | Київ       | Україна              | 1 – 0     | Іспанія              | Ліга націй УЄФА 2020-2021 - 1-й етап | -    |          |
| 14-11-2020 | Лейпциг    | Німеччина            | 3 – 1     | Україна              | Ліга націй УЄФА 2020-2021 - 1-й етап | -    |          |
| 28-03-2021 | Київ       | Україна              | 1 – 1     | Фінляндія            | Відбір до ЧС 2022                    | -    |          |
| 07-06-2021 | Харків     | Україна              | 4 – 0     | Кіпр                 | товариський матч                     | -    |          |
| 17-06-2021 | Бухарест   | Україна              | 2 – 1     | Північна Македонія   | ЧЄ 2020 - груповий етап              | -    | 90+2'    |
| 01-09-2021 | Нур-Султан | Казахстан            | 2 – 2     | Україна              | Відбір до ЧС 2022                    | -    | 82'      |
| 08-09-2021 | Пльзень    | Чехія                | 1 – 1     | Україна              | товариський матч                     | -    | 46'      |
| 09-10-2021 | Гельсінкі  | Фінляндія            | 1 – 2     | Україна              | Відбір до ЧС 2022                    | -    | 46'      |
| 12-10-2021 | Львів      | Україна              | 1 – 1     | Боснія і Герцеговина | Відбір до ЧС 2022                    | -    |          |
| 11-11-2021 | Одеса      | Україна              | 1 – 1     | Болгарія             | товариський матч                     | -    | 68'      |
| 16-11-2021 | Зениця     | Боснія і Герцеговина | 0 – 2     | Україна              | Відбір до ЧС 2022                    | -    | 64'      |
| 26-03-2023 | Лондон     | Англія               | 2 – 0     | Україна              | Відбір до ЧЄ 2024                    | -    | 61'      |
| 12-06-2023 | Бремен     | Німеччина            | 3 – 3     | Україна              | товариський матч                     | -    | 78'      |
| Усього     |            | Матчів               | 29        |                      | Голів                                | 0    |          |

## Досягнення

### Клубні
«Шахтар»
- Чемпіон України (2): 2012-13, 2013-14
- Володар кубка України: 2012-13

 «Славія» (Прага)
- Володар кубка Чехії: 2017-18

 Брюгге
- Чемпіон Бельгії (3): 2019-20, 2020-21, 2021-22
- Володар Суперкубка Бельгії: 2021, 2022

### Індивідуальні
- Найкращий молодий гравець (Відкриття) чемпіонату України (1) : 2012–2013[8]